# Итонтон (Џорџија)
Итонтон (Џорџија) (енгл. Eatonton) град је у америчкој савезној држави Џорџија. По попису становништва из 2010. у њему је живело 6.480 становника.

## Демографија
Према попису становништва из 2010. у граду је живело 6.480 становника, што је 284 (4,2%) становника мање него 2000. године.
| Група             | 2000.         | 2010.         |
| Белци             | 2.478 (36,6%) | 2.141 (33,0%) |
| Афроамериканци    | 4.013 (59,3%) | 3.715 (57,3%) |
| Азијати           | 28 (0,4%)     | 30 (0,5%)     |
| Хиспаноамериканци | 161 (2,4%)    | 525 (8,1%)    |
| Укупно            | 6.764         | 6.480         |